# Erich Wolfgang Korngold
Erich Wolfgang Korngold (ur. 29 maja 1897 w Brnie, zm. 29 listopada 1957 w Hollywood) – austriacki kompozytor, dyrygent i pianista. Laureat dwóch Oscarów za najlepszą muzykę do filmów Anthony Adverse (1936) Mervyna LeRoya oraz Przygody Robin Hooda (1938) Michaela Curtiza i Williama Keighleya.

## Życiorys
Urodził się w rodzinie pochodzącego z Galicji krytyka muzycznego Juliusa. Od najwcześniejszych lat wykazywał wyjątkowy talent muzyczny. Wcześnie zajął się kompozycją i jeszcze przed wybuchem I wojny światowej jego utwory były wykonywane w Wiedniu. Uczył się kompozycji pod kierunkiem Richarda Fuchsa, a następnie Alexandra Zemlinskiego i Hermanna Graedenera.
Był kierownikiem orkiestry wojskowej, zaś w latach 1919–1922 dyrygentem Opery Kameralnej w Hamburgu. Następnie związany był z Akademią Wiedeńską. W latach 30. XX wieku znalazł się w Hollywood. Debiutował jako aranżer i orkiestrator w filmie Sen nocy letniej Maxa Reinhardta (1934). Jako kompozytor pracował dla Paramountu i MGM. Największą sławę przyniosły mu partytury do wielkich widowisk przełomu lat 30. i 40. – Anthony Adverse, Przygody Robin Hooda czy Jastrząb morski. Czterokrotnie był nominowany do Oscara i dwa razy otrzymał laur najwyższy. Po drugiej wojnie światowej zamieszkał w Wiedniu, jednak w roku 1949 powrócił do USA, gdzie skupił się na działalności kompozytorskiej i koncertowej. Był uważany za jednego z najważniejszych kompozytorów współczesnych w USA.

## Nominacje do Oscara
- 1936 – Anthony Adverse, reż. Mervyn LeRoy (autor partytury, kierownictwo muzyczne z ramienia Warner Bros. sprawował Leo Forbstein)
- 1938 – Przygody Robin Hooda, reż. Michael Curtiz, William Keighley
- 1939 – Prywatne życie Elżbiety i Essexa, reż. Michael Curtiz
- 1940 – Sokół morski, reż. Michael Curtiz

## Filmografia
Kompozytor
- Anthony Adverse(inne języki) (reż. Mervyn LeRoy, 1936)
- Daj mi tę noc (Give Us This Night, reż. Alexander Hall, 1936)
- Książę i żebrak (The Prince and the Pauper, reż. William Keighley, William Dieterle, 1937)
- Salwa o świcie (Another Dawn, reż. William Dieterle, 1937)
- Przygody Robin Hooda (The Adventures of Robin Hood, reż. Michael Curtiz, William Keighley, 1938)
- Prywatne życie Elżbiety i Essexa (The Private Lives of Elizabeth and Essex, reż. Michael Curtiz, 1939)
- Juarez (reż. William Dieterle, 1939)
- Sokół morski (The Sea Hawk, reż. Michael Curtiz, 1940)
- Wilk morski (The Sea Wolf, reż. Michael Curtiz, 1941)
- Kings Row (reż. Sam Wood, 1942)
- Wierna nimfa (The Constant Nymph, reż. Edmund Goulding, 1943)
- Pomiędzy dwoma światami ( Between Two Worlds, reż. Edward A. Blatt, 1944)
- Deception (reż. Irving Rapper, 1946)
- Devotion (reż. Curtis Bernhardt, 1946)
- W niewoli uczuć (Of Human Bondage, reż. Edmund Goulding, 1946)
- Escape Me Never (reż. Peter Godfrey, 1947)
- Magic Fire (reż. William Dieterle, 1956)

## Dzieła sceniczne
- 1908: Der Schneemann – balet
- 1916: Der Ring des Polykrates – opera
- 1916: Violanta – opera
- 1920: Die tote Stadt ("Umarłe miasto") – opera trzyaktowa
- 1927: Das Wunder der Heliane – opera (na podstawie dramatu “Die Heilige" Hansa Kaltnekera)
- 1939: Die Kathrin – opera
- 1954: Die stumme Serenade – komedia muzyczna